# Hugo, der Weiberschreck
Hugo, der Weiberschreck ist ein deutsches Filmlustspiel aus dem Jahre 1969 von Hans Albin. Die Titelrolle spielte Peter Garden.

## Handlung
Titel-„Held“ Hugo alias Thomas Dingelfing ist weniger ein Weiberschreck als vielmehr ein ehephober Zeitgenosse, der sehr viel lieber seinen amourösen Freizeitspaß mit der Damenwelt haben möchte, als eine der jungen Schönen zu heiraten. Eines Tages aber finden seine „wohlmeinenden“ Freunde, dass er nun endlich unter die Haube kommen soll. Die dazugehörige junge Dame ist auch schon ausgeguckt, doch wieder ergreift Thomas die nackte Panik. Da haben seine Freunde eine „geniale“ Idee und entführen kurzerhand die Auserwählte. Jetzt soll sich zeigen, ob Hugo ein ganzer Kerl ist und die Schöne zu retten versucht. Die angeblich gekidnappte, de facto aber sitzengelassene Braut begegnet ihm ausgerechnet in der Rolle einer Stripteasetänzerin wieder. Nach einigen weiteren Turbulenzen muss Thomas schließlich erkennen, dass sie die Richtige für ihn ist, und er ist endlich bereit, mit ihr die Ringe zu tauschen.

## Produktionsnotizen
Hugo, der Weiberschreck entstand zum Jahresbeginn 1969 und wurde am 25. April 1969 in Würzburg uraufgeführt.
Die Filmbauten entwarf Nino Borghi. Für Schauspielveteran Hans Zesch-Ballot, der hier den Vater des Titelhelden verkörpert, war dies die letzte Filmrolle.

## Kritik
„Ein albernes Lustspiel, lieblos heruntergekurbelt. Seinen Witz will der Film aus derben Scheinverfänglichkeiten beziehen, wobei er ebenso plump wie anzüglich ist.“

„Heruntergekurbelter Schwankfilm auf formal und inhaltlich niedrigstem Niveau. Völlig überflüssig.“